# Bad Johnson
Pour plus de détails, voir Fiche technique et Distribution.
Bad Johnson est un film américain réalisé par Huck Botko, sorti en 2014.

## Synopsis
Rich est accro au sexe et ne parvient pas à avoir de relation stable à cause de ses infidélités. Un jour, son pénis s'échappe et prend forme humaine.

## Fiche technique
- Titre : Bad Johnson
- Réalisation : Huck Botko
- Scénario : Jeff Tetreault
- Musique : Didier Leplae et Joe Wong
- Photographie : Luke Geissbuhler
- Montage : Peter Tarter
- Production : Reid Brody, Danny Roman et Bill Ryan
- Société de production : 2DS Productions et Roman Empire
- Société de distribution : Gravitas Ventures (États-Unis)
- Pays :  États-Unis
- Genre : Comédie romantique et fantastique
- Durée : 88 minutes
- Dates de sortie : 
  - États-Unis : 2 mai 2014

## Distribution
- Cam Gigandet : Rich Johnson
- Nick Thune : le pénis de Rich
- Jamie Chung : Jamie
- Katherine Cunningham : Lindsay Young
- Katie Rich : Samantha
- Jessica Joy : Emily
- Kevin Miller : Josh Nelson
- Holly Houk : Kimi
- James E. Foley : Bob

## Accueil
Le film a reçu un accueil très défavorable de la critique. Il obtient un score moyen de 25 % sur Metacritic.